# Чанкая (вилла)

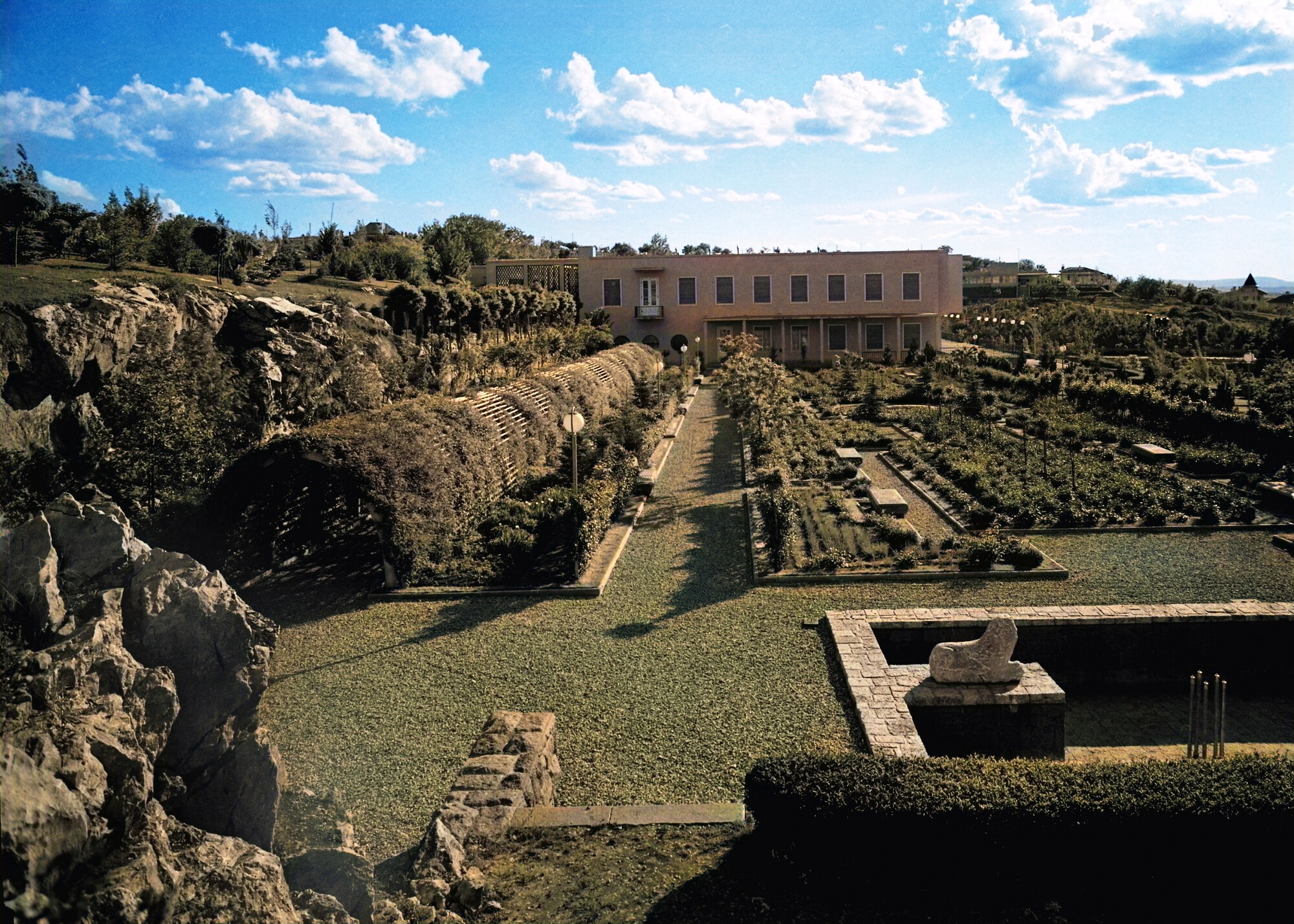
Розовый особняк Ататюрка в Чанкае, 1940-е гг.

Вилла Чанкая (тур. Çankaya Köşkü) — резиденция вице-президента Турции, до 2014 года — официальная резиденция президента Турецкой Республики. Вилла находится в районе Чанкай города Анкары. Вилла носит имя этого района. Это название иногда используется и как метонимия для нынешнего президента. Участок, на котором расположена вилла занимает площадь в 438 акров (1,77252311284 км2) земли. Здесь расположен музей-усадьба Ататюрка, розовый особняк, кабинет главного адъютанта, стеклянный особняк и новые офисные здания, приемные залы и залы пресс-конференций. Есть здесь и спортивные сооружения, пожарная станция, оранжерея, казармы президентской гвардии.
В соответствии с планами Президента Реджепа Тайипа Эрдогана предусматривалось, что комплекс строений Чанкая будет предназначен для руководства республики. Президент Турции переехал в новый президентский комплекс площадью 300 000 м²., который был построен внутри лесного хозяйства Ататюрка в Анкаре.

## История

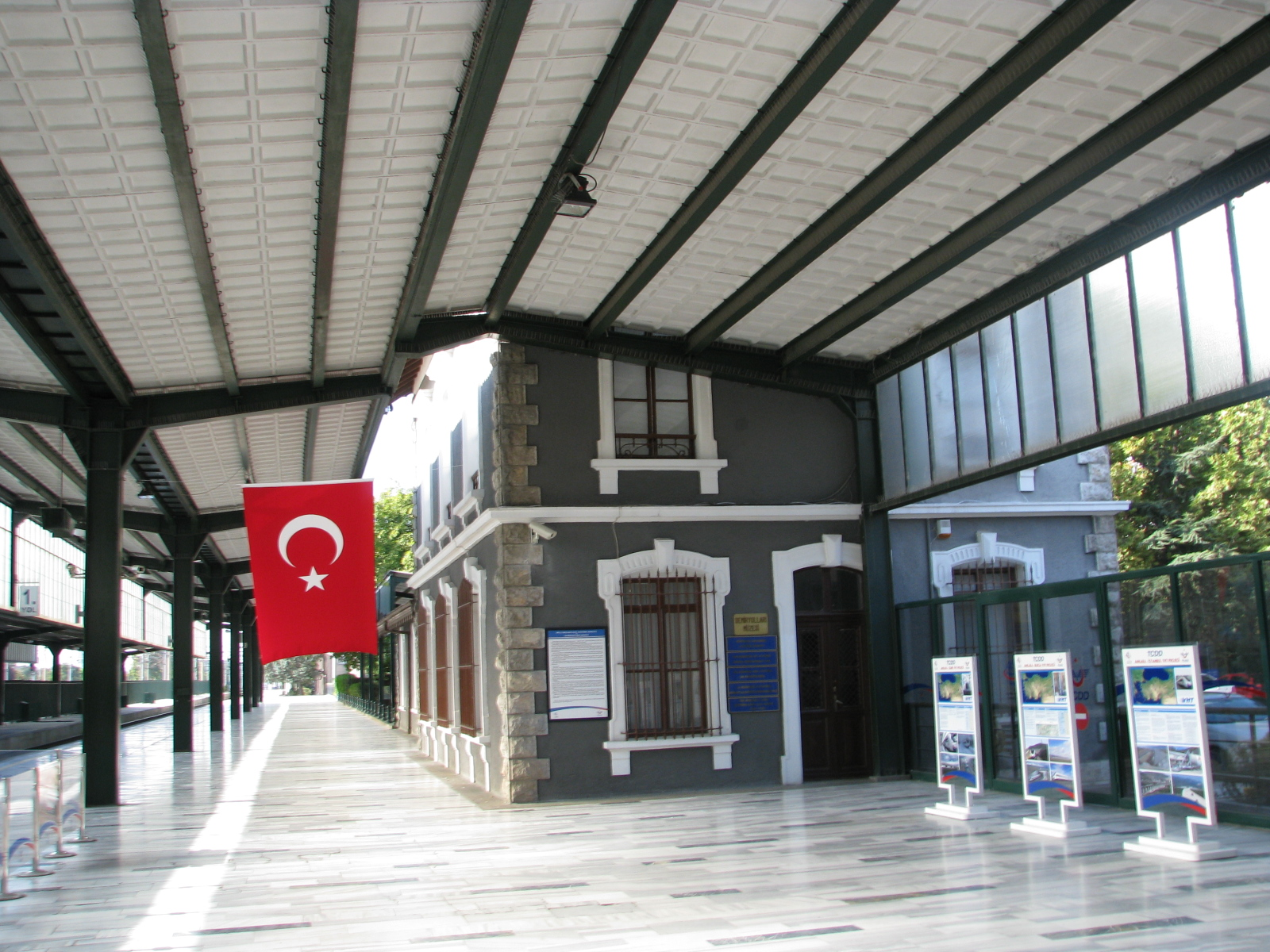
Дом Ататюрка во время войны за независимость, Анкара, вокзальный комплекс

Земля, на которой стоит вилла Чанкая, в свое время принадлежала армянскому купцу и ювелиру Оганесу Касабяну. Расположенные там виноградники и дом были у него отобраны, сам Касабян с семьей бежал из Анкары, чтобы избежать последствий геноцида армян и обосновался в Константинополе. Когда в 1921 году Мустафа Кемаль Ататюрк, который позже стал первым Президентом Республики Турция, увидел здание купца, оно ему понравилось и он купил его за 4500 турецких лир.
По прибытии в Анкару в 1919 году Ататюрк поселился в сельскохозяйственной школе Анкары. После избрания его спикером Великого Национального собрания 23 апреля 1920 года, он переехал в каменный дом у железнодорожного вокзала. В начале июня 1921 года Ататюрк поселился в доме Чанкая, ставшем известным как «Вилла Чанкая».

## Особняк-музей
В 1924 году архитектор Мехмет Ведат Бей отремонтировал дом Касабяна, достроил второй этаж для новой спальни, сделал обрамление входа в передней, кладовой и кухне. В 1926 году здесь установили отопительную систему. Этот дом стал для Ататюрка основной резиденцией, пока в июне 1932 года он не переехал в новый розовый особняк. Этот особняк играл важную роль в истории Республики. В 1950 году, после проведения реконструкции, он был открыт как музей для публичного доступа. В 1986 году здесь были закончены основные реставрационные работы.
Здание испытывает недостаток в роскоши. Скромная обстановка здания предназначена для практического применения. Здание служило штабом Ататюрка во время войны за независимость, годы преобразований и реформ. Сегодня здание бережно сохраняется, как дань памяти Ататюрка.

## Розовый особняк
В 1930 году Ататюрк попросил известного австрийского архитектора профессора Клеменса Холзмейстера (Holzmeister) спроектировать и построить в Турции новую правительственную резиденцию. Холзмейстер, в соответствии рекомендациями Ататюрка, завершил строительство нового особняка в 1932 году. Новое строение получило название Розовый особняк. Интерьер особняка был разработан в Венской Академии изящных искусств на основе традиционного турецкого жилища.
Ататюрк проживал в Розовом особняке до самой смерти в 1938 году. Позже там проживали и все остальные президенты Турции.

## Стеклянный особняк
Турецкий архитектор Сейфи Аркан построил на землях дворца двухэтажный современный комплекс для сестры Ататюрка Макбулы Атадан (Makbule Atadan). С 1951 по 1954 год здание служило в качестве гостевого дома для приезжающих глав государств. В 1996 году здание было расширено и продолжает служить гостевым домом для находящихся с визитом глав государств.

## Залы пресс-конференций
Зал для пресс-конференций был построен 21 мая 1997 года Зал занимает площадь в 2,650 м².